# Tautiška giesmė
Tautiška giesmė ([ˈtɐʊtʲɪʃkɐ ɡʲɪəsʲˈmʲěː]; lituano per "la canzone nazionale"), conosciuto semplicemente anche come Lietuvos himnas ([lʲɪɛtʊˈvoːs ˈɣʲɪmnɐs]; "inno lituano") e noto anche come Lietuva, Tėvyne mūsų ([lʲɪɛtʊvɐ tʲeːvʲiːnʲɛ muːsuː]) per il suo primo verso, è l'inno nazionale della Lituania.

## Storia
È stato scritto nel 1898 da Vincas Kudirka (1858-1899). Si diffuse ben presto come simbolo di libertà dalla Russia, ed è diventato inno ufficiale nel 1918. Soppresso durante il periodo sovietico dal 1940 al 1990 (formalmente fino al 1991) e sostituito da un inno creato appositamente per la RSS Lituana nel 1950, è ritornato inno nazionale con l'indipendenza del 1991.
La musica è calma, quasi ascetica, e si rifà, assieme al testo, alle antiche memorie del potente Granducato di Lituania dei tempi remoti.

## Testo
Testo originale in lingua lituana
Lietuva, Tėvyne mūsų,
Tu didvyrių žeme,
Iš praeities Tavo sūnūs
Te stiprybę semia.
Tegul Tavo vaikai eina
Vien takais dorybės,
Tegul dirba Tavo naudai
Ir žmonių gėrybei.
Tegul saulė Lietuvoj
Tamsumas prašalina,
Ir šviesa, ir tiesa
Mūs žingsnius telydi.
Tegul meilė Lietuvos
Dega mūsų širdyse,
Vardan tos Lietuvos
Vienybė težydi!
Alfabeto fonetico internazionale
lʲɪɛtʊvɐ tʲeːvʲiːnʲɛ muːsuː
tʊ dʲɪvʲrʲiːrʲɪuː ʒʲæːmʲɛ
ɪʃ prɐɛɪtʲɪɛs tɐvoː suːnuːs
tʲɛ stʲɪprʲiːbʲɛː sʲæːmʲɛ
tʲæːgʊl tɐvoː vɐɪkɐɪ ɛɪnɐ
vʲɪɛn tɐkɐɪs doːrʲiːbʲeːs
tʲæːgʊl dʲɪrbɐ tɐvoː nɐʊdɐɪ
ɪr ʒmoːnʲɪuː gʲeːrʲiːbʲɛɪ
tʲæːgʊl sɐʊlʲeː lʲɪɛtʊvoːj
tɐmsʊmɐs prɐʃɐlʲɪnɐ
ɪr ʃvʲɪɛsɐ ǀ ɪr tʲɪɛsɐ
muːs ʒʲɪŋgsnʲɪʊs tʲɛlʲiːdʲɪ
tʲæːgʊl mʲɛɪlʲeː lʲɪɛtʊvoːs
dʲæːgɐ muːsuː ʃʲɪrdʲiːsʲɛ
vɐrdɐn toːs ǀ lʲɪɛtʊvoːs
vʲɪɛnʲiːbʲeː tʲɛʒʲiːdʲiː
Traduzione in italiano
Lituania, nostra patria
terra di eroi
fa' che i tuoi figli prendano forza
dal passato.
Fa' che i tuoi figli camminino
solamente lungo la via della prosperità,
lascia che lavorino per il tuo bene
e per quello del popolo.
Lascia che il sole annienti
le ombre della Lituania,
e fa' che luce e verità
accompagnino ogni nostro passo.
Possa l'amore per la Lituania
ardere nei nostri cuori,
e, per il bene della Lituania
fa' che prosperi l'unità!